# Anisodactylus signatus
Anisodactylus (Pseudoanisodactylus) signatus – gatunek chrząszcza z rodziny biegaczowatych i podrodziny Harpalinae.

## Taksonomia
Gatunek ten został opisany w 1796 roku przez Georga Wolfganga Franza Panzera jako Carabus signatus.

## Opis
Chrząszcz średniej wielkości, długości od 11 do 13,5 mm. Ciało czarne, błyszczące, niekiedy ze słabym zielonkawym zabarwieniem na pokrywach. Barwa czułków rudobrązowa lub nieco czarniawa, a nawet czarna. Głaszczki rudobrązowe. Rudobrązowe łatki obecne na głowie pomiędzy oczami. Brzegi przedplecza czarne lub nieco rudawe, a pokryw żółtawobrązowe. Uda i golenie odnóży rudoczarne, nieco rude na końcach, a stopy rudobrązowe, czasem całe czarne. Przedplecze silniej poprzeczne niż u A. hispanus czy A. binotatus, a jego kąty tylne zaokrąglone. Brak punktów grzbietowych za środkiem długości trzeciego międzyrzędu pokryw. Golenie przedniej pary odnóży o ostrodze wierzchołkowej pojedynczej.

## Rozprzestrzenienie
Gatunek palearktyczny. W Europie wykazany został z Austrii, Białorusi, Belgii, Bośni i Hercegowiny, Bułgarii, Chorwacji, Czech, Danii, Finlandii, Francji, Grecji, Hiszpanii, Holandii, byłej Jugosławii, Luksemburgu, Łotwy, Macedonii Północnej, Mołdawii, Niemiec, Polski, Portugalii, Rosji, w tym obwodu królewieckiego, Rumunii, Słowacji, Słowenii, Szwajcarii, Ukrainy, Węgier i Włoch. Z Azji podawany z Gruzji, Kazachstanu, Kirgistanu, Turkmenistanu, Uzbekistanu, Tadżykistanu, Mongolii, Chin, Korei Północnej, Korei Południowej i Japonii.